# Lijst van gemeenten in het departement Ariège
Hieronder volgt een lijst van de 332 gemeenten (communes) in het Franse departement Ariège (departement 9).

## A
Aigues-Juntes
- Aigues-Vives
- L'Aiguillon
- Albiès
- Aleu
- Alliat
- Allières
- Alos
- Alzen
- Antras
- Appy
- Arabaux
- Argein
- Arignac
- Arnave
- Arrien-en-Bethmale
- Arrout
- Artigat
- Artigues
- Artix
- Arvigna
- Ascou
- Aston
- Aucazein
- Audressein
- Augirein
- Aulos
- Aulus-les-Bains
- Auzat
- Axiat
- Ax-les-Thermes

## B
Bagert
- Balacet
- Balaguères
- Barjac
- La Bastide-de-Besplas
- La Bastide-de-Bousignac
- La Bastide-de-Lordat
- La Bastide-du-Salat
- La Bastide-de-Sérou
- La Bastide-sur-l'Hers
- Baulou
- Bédeilhac-et-Aynat
- Bédeille
- Bélesta
- Belloc
- Bénac
- Benagues
- Bénaix
- Besset
- Bestiac
- Betchat
- Bethmale
- Bézac
- Biert
- Bompas
- Bonac-Irazein
- Bonnac
- Les Bordes-sur-Arize
- Les Bordes-sur-Lez
- Le Bosc
- Bouan
- Boussenac
- Brassac
- Brie
- Burret
- Buzan

## C
Les Cabannes
- Cadarcet
- Calzan
- Camarade
- Camon
- Campagne-sur-Arize
- Canté
- Capoulet-et-Junac
- Carcanières
- Carla-Bayle
- Carla-de-Roquefort
- Le Carlaret
- Castelnau-Durban
- Castéras
- Castex
- Castillon-en-Couserans
- Caumont
- Caussou
- Caychax
- Cazals-des-Baylès
- Cazaux
- Cazavet
- Cazenave-Serres-et-Allens
- Celles
- Cérizols
- Cescau
- Château-Verdun
- Clermont
- Contrazy
- Cos
- Couflens
- Coussa
- Coutens
- Crampagna

## D
Dalou
- Daumazan-sur-Arize
- Dreuilhe
- Dun
- Durban-sur-Arize
- Durfort

## E
Encourtiech
- Engomer
- Ercé
- Erp
- Esclagne
- Escosse
- Esplas
- Esplas-de-Sérou
- Eycheil

## F
Fabas
- Ferrières-sur-Ariège
- Foix
- Fornex
- Le Fossat
- Fougax-et-Barrineuf
- Freychenet

## G
Gabre
- Gajan
- Galey
- Ganac
- Garanou
- Gaudiès
- Génat
- Gestiès
- Goulier
- Gourbit
- Gudas

## H
L'Herm
- L'Hospitalet-près-l'Andorre

## I
Ignaux
- Illartein
- Ilhat
- Illier-et-Laramade
- Les Issards

## J
Justiniac

## L
Labatut
- Lacave
- Lacourt
- Lagarde
- Lanoux
- Lapège
- Lapenne
- Larbont
- Larcat
- Larnat
- Laroque-d'Olmes
- Lasserre
- Lassur
- Lavelanet
- Léran
- Lercoul
- Lescousse
- Lescure
- Lesparrou
- Leychert
- Lézat-sur-Lèze
- Lieurac
- Limbrassac
- Lissac
- Lordat
- Loubaut
- Loubens
- Loubières
- Ludiès
- Luzenac

## M
Madière
- Malegoude
- Malléon
- Manses
- Le Mas-d'Azil
- Massat
- Mauvezin-de-Prat
- Mauvezin-de-Sainte-Croix
- Mazères
- Méras
- Mercenac
- Mercus-Garrabet
- Mérens-les-Vals
- Mérigon
- Miglos
- Mijanès
- Mirepoix
- Monesple
- Montagagne
- Montaillou
- Montardit
- Montaut
- Montbel
- Montégut-en-Couserans
- Montégut-Plantaurel
- Montels
- Montesquieu-Avantès
- Montfa
- Montferrier
- Montgaillard
- Montgauch
- Montjoie-en-Couserans
- Montoulieu
- Montségur
- Montseron
- Moulin-Neuf
- Moulis

## N
Nalzen
- Nescus
- Niaux

## O
Orgeix
- Orgibet
- Orlu
- Ornolac-Ussat-les-Bains
- Orus
- Oust

## P
Pailhès
- Pamiers
- Pech
- Péreille
- Perles-et-Castelet
- Le Peyrat
- Le Pla
- Le Port
- Prades
- Pradettes
- Pradières
- Prat-Bonrepaux
- Prayols
- Le Puch
- Les Pujols

## Q
Quérigut
- Quié

## R
Rabat-les-Trois-Seigneurs
- Raissac
- Régat
- Rieucros
- Rieux-de-Pelleport
- Rimont
- Rivèrenert
- Roquefixade
- Roquefort-les-Cascades
- Roumengoux
- Rouze

## S
Sabarat
- Saint-Amadou
- Saint-Amans
- Saint-Bauzeil
- Saint-Félix-de-Rieutord
- Saint-Félix-de-Tournegat
- Saint-Girons
- Saint-Jean-d'Aigues-Vives
- Saint-Jean-du-Castillonnais
- Saint-Jean-de-Verges
- Saint-Jean-du-Falga
- Saint-Julien-de-Gras-Capou
- Saint-Lary
- Saint-Lizier
- Saint-Martin-de-Caralp
- Saint-Martin-d'Oydes
- Saint-Michel
- Saint-Paul-de-Jarrat
- Saint-Pierre-de-Rivière
- Saint-Quentin-la-Tour
- Saint-Quirc
- Saint-Victor-Rouzaud
- Saint-Ybars
- Sainte-Croix-Volvestre
- Sainte-Foi
- Sainte-Suzanne
- Salsein
- Saurat
- Sautel
- Saverdun
- Savignac-les-Ormeaux
- Ségura
- Seix
- Sem
- Senconac
- Lorp-Sentaraille
- Sentein
- Sentenac-d'Oust
- Sentenac-de-Sérou
- Serres-sur-Arget
- Sieuras
- Siguer
- Sinsat
- Sor
- Sorgeat
- Soueix-Rogalle
- Soula
- Soulan
- Suc-et-Sentenac
- Surba
- Suzan

## T
Tabre
- Tarascon-sur-Ariège
- Taurignan-Castet
- Taurignan-Vieux
- Teilhet
- Thouars-sur-Arize
- Tignac
- la Tour-du-Crieu
- Tourtouse
- Tourtrol
- Trémoulet
- Troye-d'Ariège

## U
Uchentein
- Unac
- Unzent
- Urs
- Ussat
- Ustou

## V
Vals
- Varilhes
- Vaychis
- Vèbre
- Ventenac
- Verdun
- Vernajoul
- Vernaux
- le Vernet
- Verniolle
- Vicdessos
- Villeneuve
- Villeneuve-d'Olmes
- Villeneuve-du-Latou
- Villeneuve-du-Paréage
- Vira
- Viviès